# ريكي مانديل
ريكي مانديل (بالإنجليزية: Ricky Mandel)‏ هو مصارع هاوي أمريكي، ولد في 26 يونيو 1987 في بروين في الولايات المتحدة.